# Pływanie na Letnich Igrzyskach Olimpijskich 2004 – 200 m stylem klasycznym kobiet
200 m stylem klasycznym kobiet – jedna z konkurencji pływackich, które odbyły się podczas XXVIII Igrzysk Olimpijskich. Eliminacje i półfinał miały miejsce 18 sierpnia, a finał 19 sierpnia. 
Mistrzynią olimpijską została Amerykanka Amanda Beard, która ustanowiła w finale nowy rekord olimpijski (2:23,37). Srebrny medal z czasem 2:23,60 zdobyła Leisel Jones z Australii. Reprezentantka Niemiec Anne Poleska, która na półmetku wyścigu była dopiero siódma, dzięki dobremu finiszowi uzyskała czas 2:25,82 i wywalczyła brąz, wyprzedzając o 0,05 s Japonkę Masami Tanakę. 
Ágnes Kovács z Węgier, złota medalistka w tej konkurencji sprzed czterech lat zajęła piąte miejsce.

## Terminarz
Wszystkie godziny podane są w czasie greckim (UTC+03:00) oraz polskim (CEST).
| Data             | Godzina rozpoczęcia | Godzina rozpoczęcia |            |
| Data             | UTC+03:00           | CEST                |            |
| ---------------- | ------------------- | ------------------- | ---------- |
| 18 sierpnia 2004 | 10:44               | 09:44               | Eliminacje |
| 18 sierpnia 2004 | 20:25               | 19:25               | Półfinały  |
| 19 sierpnia 2004 | 19:41               | 18:41               | Finał      |

## Rekordy
Przed zawodami rekord świata i rekord olimpijski wyglądały następująco:
| Rekord            | Zawodniczka  | Czas    | Miejsce    | Data             |
| ----------------- | ------------ | ------- | ---------- | ---------------- |
| Rekord świata     | Amanda Beard | 2:22,44 | Long Beach | 12 lipca 2004    |
| Rekord olimpijski | Ágnes Kovács | 2:24,03 | Sydney     | 20 września 2000 |

W trakcie zawodów ustanowiono następujące rekordy:
| Data        | Etap konkurencji | Zawodniczka  | Czas    | Rekord |
| ----------- | ---------------- | ------------ | ------- | ------ |
| 19 sierpnia | finał            | Amanda Beard | 2:23,37 | OR     |

## Wyniki

### Eliminacje
| Miejsce | Wyścig | Tor | Zawodniczka           | Państwo             | Czas      | Uwagi |
| ------- | ------ | --- | --------------------- | ------------------- | --------- | ----- |
| 1.      | 4      | 4   | Leisel Jones          | Australia           | 2:26,02   | Q     |
| 2.      | 3      | 3   | Anne Poleska          | Niemcy              | 2:26,48   | Q     |
| 3.      | 5      | 4   | Amanda Beard          | Stany Zjednoczone   | 2:26,61   | Q     |
| 4.      | 5      | 2   | Ágnes Kovács          | Węgry               | 2:26,90   | Q     |
| 5.      | 4      | 3   | Masami Tanaka         | Japonia             | 2:26,91   | Q     |
| 6.      | 4      | 5   | Brooke Hanson         | Australia           | 2:27,38   | Q     |
| 7.      | 3      | 5   | Birte Steven          | Niemcy              | 2:27,42   | Q     |
| 8.      | 5      | 6   | Caroline Bruce        | Stany Zjednoczone   | 2:27,82   | Q     |
| 9.      | 3      | 4   | Mirna Jukić           | Austria             | 2:28,28   | Q     |
| 10.     | 5      | 5   | Qi Hui                | Chiny               | 2:28,66   | Q     |
| 11.     | 4      | 6   | Kirsty Balfour        | Wielka Brytania     | 2:29,78   | Q     |
| 12.     | 3      | 2   | Chiara Boggiatto      | Włochy              | 2:30,32   | Q     |
| 13.     | 2      | 3   | Marina Kuč            | Serbia i Czarnogóra | 2:30,39   | Q     |
| 14.     | 4      | 2   | Lauren van Oosten     | Kanada              | 2:30,44   | Q     |
| 15.     | 4      | 8   | Inna Kapishina        | Białoruś            | 2:31,26   | Q     |
| 16.     | 5      | 7   | Elena Bogomazova      | Rosja               | 2:31,49   | Q     |
| 17.     | 4      | 1   | Smiljana Marinović    | Chorwacja           | 2:32,52   |       |
| 18.     | 4      | 7   | Alenka Kejžar         | Słowenia            | 2:32,64   |       |
| 19.     | 2      | 5   | Ilkay Dikmen          | Turcja              | 2:32,69   |       |
| 20.     | 1      | 3   | Jaclyn Pangilinan     | Filipiny            | 2:33,38   |       |
| 21.     | 5      | 8   | Siow Yi Ting          | Malezja             | 2:33,79   |       |
| 22.     | 1      | 5   | Eeva Saarinen         | Finlandia           | 2:34,17   |       |
| 23.     | 3      | 7   | Diana Gomes           | Portugalia          | 2:34,23   |       |
| 24.     | 5      | 1   | Lee Ji-young          | Korea Południowa    | 2:34,55   |       |
| 25.     | 2      | 7   | Majken Thorup         | Dania               | 2:35,29   |       |
| 26.     | 2      | 6   | Agustina de Giovanni  | Argentyna           | 2:35,94   |       |
| 27.     | 2      | 4   | Adriana Marmolejo     | Meksyk              | 2:36,10   |       |
| 28.     | 2      | 2   | Imaday Nuñez Gonzalez | Kuba                | 2:36,40   |       |
| 29.     | 3      | 8   | Iryna Maystruk        | Ukraina             | 2:37,42   |       |
| 30.     | 1      | 4   | Nicolette Teo         | Singapur            | 2:38,17   |       |
| 31.     | 3      | 1   | Athina Tzavella       | Grecja              | 2:40,18   |       |
| 32. !   | 3      | 6   | Diana Remenyi         | Węgry               | 9:99,99 ! | DNS   |
| 32. !   | 5      | 3   | Luo Xuejuan           | Chiny               | 9:99,99 ! | DNS   |

### Półfinały

#### Półfinał 1
| Miejsce | Tor | Zawodniczka       | Państwo           | Czas    | Uwagi |
| ------- | --- | ----------------- | ----------------- | ------- | ----- |
| 1.      | 3   | Brooke Hanson     | Australia         | 2:26,43 | Q     |
| 2.      | 4   | Anne Poleska      | Niemcy            | 2:26,59 | Q     |
| 3.      | 5   | Ágnes Kovács      | Węgry             | 2:26,63 | Q     |
| 4.      | 2   | Qi Hui            | Chiny             | 2:26,75 | Q     |
| 5.      | 6   | Caroline Bruce    | Stany Zjednoczone | 2:27,60 |       |
| 6.      | 8   | Elena Bogomazova  | Rosja             | 2:30,35 |       |
| 7.      | 1   | Lauren van Oosten | Kanada            | 2:30,39 |       |
| 8.      | 7   | Chiara Boggiatto  | Włochy            | 2:30,76 |       |

#### Półfinał 2
| Miejsce | Tor | Zawodniczka    | Państwo             | Czas      | Uwagi |
| ------- | --- | -------------- | ------------------- | --------- | ----- |
| 1.      | 5   | Amanda Beard   | Stany Zjednoczone   | 2:25,62   | Q     |
| 2.      | 3   | Masami Tanaka  | Japonia             | 2:26,38   | Q     |
| 3.      | 4   | Leisel Jones   | Australia           | 2:26,71   | Q     |
| 4.      | 2   | Mirna Jukić    | Austria             | 2:26,95   | Q     |
| 5.      | 7   | Kirsty Balfour | Wielka Brytania     | 2:28,92   |       |
| 6.      | 6   | Birte Steven   | Niemcy              | 2:29,22   |       |
| 7.      | 1   | Marina Kuč     | Serbia i Czarnogóra | 2:31,77   |       |
| 8. !    | 8   | Inna Kapishina | Białoruś            | 9:99,99 ! | DSQ   |

### Finał
| Miejsce | Tor | Zawodniczka   | Państwo           | Czas    | Uwagi |
| ------- | --- | ------------- | ----------------- | ------- | ----- |
| 1. !    | 4   | Amanda Beard  | Stany Zjednoczone | 2:23,37 | OR    |
| 2. !    | 7   | Leisel Jones  | Australia         | 2:23,60 |       |
| 3. !    | 6   | Anne Poleska  | Niemcy            | 2:25,82 |       |
| 4.      | 5   | Masami Tanaka | Japonia           | 2:25,87 |       |
| 5.      | 2   | Ágnes Kovács  | Węgry             | 2:26,12 |       |
| 6.      | 1   | Qi Hui        | Chiny             | 2:26,35 |       |
| 7.      | 8   | Mirna Jukić   | Austria           | 2:26,36 |       |
| 8.      | 3   | Brooke Hanson | Australia         | 2:26,39 |       |